# Нойгаус-Ширшніц
Нойгаус-Ширшніц (нім. Neuhaus-Schierschnitz) — громада в Німеччині, розташована в землі Тюрингія. Входить до складу району Зоннеберг.
Площа — 23,21 км2. Населення становить Невірний параметр metadata 16 072 014 ос. (станом на 31 грудня 2021).